# Raymond Carver
Raymond Clevie Carver, Jr. (Clatskanie, 25 de maio de 1938 – Port Angeles, 2 de agosto de 1988) foi um escritor norte-americano, membro do chamado realismo sujo e célebre por seus contos e poemas minimalistas.

## Biografia
Carver nasceu em Clatskanie, Oregon e cresceu em Yakima, Washington. Carver estudou por um tempo com o escritor e teórico John Gardner na Chico State College em Chico, Califórnia. Publicou um grande número de contos em diversos periódicos, incluindo The New Yorker e Esquire, contos que mais tarde foram reunidos em livros. Suas histórias têm sido incluídas nas mais importantes coleções norte-americanas, como Best American Short Stories and O. Henry Prize Stories.
A escrita de Carver é normalmente associada ao minimalismo. Seu editor na Esquire, Gordon Lish, foi fundamental neste processo. Por exemplo, quando Gardner aconselhava Carver a usar 15 palavras ao invés de 25, Lish aconselhava Carver a usar 5 no lugar de 15. Durante este tempo, Carver também submeteu suas poesias a James Dickey, então editor de poesia da Esquire.
Carver morreu em Port Angeles, Washington, aos 50 anos, vítima de um câncer. Está enterrado no Cemitério Ocean View em Port Angeles, Washington. A sua campa tem inscrita a seguinte citaçãoː
```
“E recebeu o que queria dessa vida, mesmo assim?”
“Recebi.”
“E o que queria?”
“Para chamar a mim mesmo de amado, para me sentir amado dessa terra.”
```

## Obras
Ficção
- Furious Seasons (1960-1961)
- Neighbors (1971)
- Tell the Women We’re Going (1971)
- Jerry and Molly and Sam (1972)
- They’re Not Your Husband (1973)
- So Much Water So Close to Home (1975)
- Collectors (1975)
- Queres fazer o favor de te calares? - no original Will You Please Be Quiet, Please? (1976)
- Vitamins (1981)
- A Small, Good Thing (1981)
- De que falamos quando falamos de amor - no original What We Talk About When We Talk About Love (1981)
- Catedral - no original Cathedral (1981)
- Where I'm Calling From: New and Selected Stories (1982)
- Elephant (1986)
- Short Cuts (1993)

Poesia
- Near Klamath (1968)
- Winter Insomnia (1970)
- So Much Water So Close To Home (1975)
- At Night the Salmon Move (1976)
- Where Water Comes Together with Other Water (1985)
- Ultramarine (1986)
- A New Path to the Waterfall (1989)
- All of Us: The Collected Poems (2000)

Antologias
- Fogos - no original Fires (1983)
- Where I'm Calling From (1988)
- Heroísmos não, por favor - no original No Heroics, Please (1991)
- Telefona-me se precisares de mim - no original Call if you Need Me (2000)

## Filmes
- Short Cuts dirigido por Robert Altman
- Everything Goes dirigido por Andrew Kotatko
- Birdman ou (A Inesperada Virtude da Ignorância) por Alejandro González Iñárritu